# 塞派特奈克
塞派特奈克，是匈牙利佐洛州所辖的一个村，总面积30.39平方公里，总人口1683，人口密度55.4人/平方公里（2010年1月1日）。